# Svetr (album)
Svetr (2013) je třetí sólové album Martina Evžena Kyšperského. Obsahuje 14 autorských písní a jednu coververzi písně skupiny Listolet (Podél kolejí). Mix a mastering provedl Ondřej Ježek ve svém studiu JáMor. Obal vytvořila Bára Kratochvílová ze skupiny DVA. O vydání alba informoval mj. i web Blesk.cz.
Album vyšlo i na MC s bonusy.

## Seznam písní
1. „Vlasy“
2. „Poslední“
3. „Děvče“
4. „BMX ABC“
5. „Italia 90“
6. „Umírá trpaslíků král“
7. „Ivan Luťanský ve městě Varosha“
8. „Letiště“
9. „V noci se probouzí oblečení“
10. „Video“
11. „Útočník“
12. „Podél kolejí“
13. „Ptáci“
14. „Zvony“
15. „Ukradený diamant“

## Nahráli
- Martin Evžen Kyšperský
- Lucie Krpalová – zpěv (13)